# Nanorana unculuanus
Espèce
Synonymes
- Rana unculuanus Liu, Hu & Yang, 1960
- Rana unculuana Liu, Hu & Yang, 1960
- Paa unculuana (Liu, Hu & Yang, 1960)
- Paa unculuanus (Liu, Hu & Yang, 1960)
- Chaparana unculuanus (Liu, Hu & Yang, 1960)

Statut de conservation UICN

 VU  : Vulnérable
Nanorana unculuanus est une espèce d'amphibiens de la famille des Dicroglossidae.

## Répartition
Cette espèce est endémique du Yunnan en Chine. Elle se rencontre dans le centre et le Sud de la province entre 1 650 et 2 200 m d'altitude.
Sa présence est incertaine au Viêt Nam.

## Publication originale
- Liu, Hu & Yang, 1960 : Amphibia of Yunnan collected in 1958. Acta Zoologica Sinica, vol. 12, p. 171-174 (texte intégral).